# Абабий, Никита
Никита Абабий (англ. Nikita Ababiy; род. 20 октября 1998, Ричмонд, США) — американский боксёр-профессионал, выступающий в средней и во второй средней весовых категориях. Бывший член сборной США по боксу, бронзовый призёр чемпионата США (2017) среди любителей.

## Любительская карьера
Начал заниматься боксом в 2007 году.
Тренировался в клубе «NY Atlas Cops and Kids Boxing Gym».
В январе 2014 года стал серебряным призёром чемпионата США среди юниоров в лёгком весе (до 60 кг).
В январе 2016 года стал чемпионом США среди юношей в среднем весе (до 75 кг).

### Чемпионат США[англ.]2016
Выступал в средней весовой категории (до 75 кг). В 1/16 финала победил Энтони Флореса. В 1/8 финала победил Роберта Мэги. В четвертьфинале проиграл Трою Айсли.

### Всемирная серия бокса2017
Представлял команду British Lionhearts (Великобритания). Выступал в средней весовой категории. 3 июня 2017 года проиграл казахстанцу Абильхану Аманкулу.

### Чемпионат США[англ.]2017
Выступал в средней весовой категории (до 75 кг). В четвертьфинале победил Остина Вильямса. В полуфинале проиграл Хавьеру Мартинесу.

## Профессиональная карьера
Сотрудничает с промоутерской компанией «Matchroom Sport».
Дебютировал на профессиональном ринге 6 октября 2018 года, одержав победу нокаутом в 1-м раунде.

## Статистика профессиональных боёв
В таблице перечислены результаты всех поединков боксёров.
В каждой строке указан результат поединка. Дополнительно номер поединка обозначен цветом, который обозначает итог поединка. Расшифровка обозначений и цветов представлена в нижеследующей таблице.
| Пример | Расшифровка                     |
| ------ | ------------------------------- |
|        | Победа                          |
|        | Ничья                           |
|        | Поражение                       |
|        | Планируемый поединок            |
|        | Поединок признан несостоявшимся |
| КО     | Нокаут                          |
| ТКО    | Технический нокаут              |
| PTS    | Решение судей (по очкам)        |
| UD     | Единогласное решение судей      |
| MD     | Решение большинства судей       |
| SD     | Раздельное решение судей        |
| RTD    | Отказ от продолжения боя        |
| DQ     | Дисквалификация                 |
| NC     | Поединок признан несостоявшимся |

| 13 поединков, 13 побед (7 нокаутом). | 13 поединков, 13 побед (7 нокаутом). | 13 поединков, 13 побед (7 нокаутом). | 13 поединков, 13 побед (7 нокаутом).                        | 13 поединков, 13 побед (7 нокаутом). | 13 поединков, 13 побед (7 нокаутом).                               | 13 поединков, 13 побед (7 нокаутом). |
| Бой                                  | Дата                                 | Соперник                             | Место проведения                                            | Результат                            | Примечание                                                         |                                      |
| ------------------------------------ | ------------------------------------ | ------------------------------------ | ----------------------------------------------------------- | ------------------------------------ | ------------------------------------------------------------------ | ------------------------------------ |
| 13                                   | 27 апреля 2024                       | Хесус Крус Сильва (6-3)              | Liacouras Center, Филадельфия, Пенсильвания, США            | TKO1 (6)                             |                                                                    |                                      |
| 12                                   | 25 июня 2022                         | Ноэ Лариос-младший (14-1)            | Tech Port Arena, Сан-Антонио, Техас, США                    | UD8 (8)                              | Счёт: 78-74 (все).                                                 |                                      |
| 11                                   | 16 октября 2021                      | Санни Даверсонн (11-4-2)             | Chukchansi Park, Фресно, Калифорния, США                    | UD8 (8)                              | Счёт: 80-72, 77-75, 79-73.                                         |                                      |
| 10                                   | 27 ноября 2020                       | Брэндон Мэддокс (7-3-1)              | Seminole Hard Rock Hotel and Casino, Холливуд, Флорида, США | UD6 (6)                              | Счёт: 59-55 (все).                                                 |                                      |
| 9                                    | 15 августа 2020                      | Джарвис Уильямс (8-2-1)              | Downtown Tulsa Streets, Талса, Оклахома, США                | UD6 (6)                              | Счёт: 58-56 и 59-55 (дважды).                                      |                                      |
| 8                                    | 9 ноября 2019                        | Джонатан Батиста (19-15-0)           | Стейплс-центр, Лос-Анджелес, Калифорния, США                | DQ1 (4)                              | Батиста в нокдауне. Батиста дисквалифицирован за удар после гонга. |                                      |
| 7                                    | 5 октября 2019                       | Исайя Селдон (13-2-1)                | Мэдисон-сквер-гарден, Нью-Йорк, штат Нью-Йорк, США          | KO1 (6)                              |                                                                    |                                      |
| 6                                    | 27 июля 2019                         | Юниер Кальсада (6-5-1)               | College Park Center, Арлингтон, Техас, США                  | UD6 (6)                              | Счёт: 60-54 (все).                                                 |                                      |
| 5                                    | 8 июня 2019                          | Хуан Франсиско Лопес Барахас (5-0)   | Мэдисон-сквер-гарден, Нью-Йорк, штат Нью-Йорк, США          | KO1 (4)                              |                                                                    |                                      |
| 4                                    | 20 апреля 2019                       | Димитри Фальтин (2-3-1)              | O2 Арена, Лондон, Англия, Великобритания                    | TKO2 (4)                             |                                                                    |                                      |
| 3                                    | 9 марта 2019                         | Кори Дьюлени (5-8-3)                 | Turning Stone Resort Casino, Верона, штат Нью-Йорк, США     | TKO1 (4)                             |                                                                    |                                      |
| 2                                    | 17 ноября 2018                       | Хавьер Родригес (3-6-1)              | Kansas Star Arena, Малвейн, Канзас, США                     | TKO1 (4)                             |                                                                    |                                      |
| 1                                    | 6 октября 2018                       | Джейк Хенриксен (2-2-0)              | Wintrust Arena, Чикаго, Иллинойс, США                       | KO1 (4)                              |                                                                    |                                      |
| Бой                                  | Дата                                 | Соперник                             | Место проведения                                            | Результат                            | Примечание                                                         |                                      |

## Титулы и достижения

### Любительские
- 2014  Серебряный призёр чемпионата США среди юниоров в лёгком весе (до 60 кг).
- 2016  Чемпион США среди юношей в среднем весе (до 75 кг).
- 2017  Бронзовый призёр чемпионата США в среднем весе (до 75 кг).

## Личная жизнь
Дед Никиты, Илья, был боксёром-любителем в СССР.

## Факты
- Любимые боксёры — Майк Тайсон, Рой Джонс, Мэнни Пакьяо и Флойд Мейвезер[3].